# Antoni Wręga
Antoni Jerzy Wręga (ur. 3 października 1952 w Gdańsku) – polski działacz opozycyjny, historyk, dziennikarz i dyplomata, chargé d’affaires RP w Czechach (2020–2021, 2022).

## Życiorys
Absolwent studiów historycznych na Uniwersytecie Gdańskim (1977). Pracował jako nauczyciel w SP nr 61 w Gdańsku (1977–1978), archiwista w Gdańskim Ośrodku Ochrony Dóbr Kultury (1978). Zwolniony stamtąd po przeprowadzeniu rewizji w jego mieszkaniu. W latach 1978–1979 sekretarz Stanisława Załuskiego, a w 1979 bibliotekarz w Bibliotece Uniwersytetu Gdańskiego w Sopocie. Od 1980 do 1981 pracował w MKZ Gdańsk.
Współpracownik Komitetu Obrony Robotników, Komitetu Samopomocy Społecznej KOR (1978–1980) oraz Ruchu Obrony Praw Człowieka i Obywatela, uczestnik Ruchu Młodej Polski (1979–1980) oraz NSZZ „Solidarność”. Publikował w pismach niezależnych, m.in. „Bratniaku”. 13 grudnia 1981 został internowany i do 29 czerwca 1982 był osadzony w Ośrodku Odosobnienia w Strzebielinku. Następnie nie mógł podjąć zatrudnienia. W 1983 wyjechał do Stanów Zjednoczonych, początkowo pracował jako robotnik w przemyśle stalowym. Po zdaniu egzaminu dziennikarskiego w gazecie „Voice of America” publikował m.in. w „Nowym Dzienniku”.
W 1991 powrócił do Polski i w tym samym roku rozpoczął pracę w Ministerstwie Spraw Zagranicznych. W latach 1991–1995 był II sekretarzem i wicekonsulem w Ambasadzie w Kopenhadze. W latach 1995–1996 w sektorze prywatnym. Od 1996 do 2006 ponownie w MSZ, m.in. na stanowisku wicedyrektora Sekretariatu Ministra. W 2008 powrócił do MSZ i do 2011 był radcą ministra w Departamencie Polityki Bezpieczeństwa, a od 2011 w Archiwum MSZ. Następnie m.in. zastępca dyrektora Biura Spraw Osobowych MSZ (ok. 2017). Od ok. 2019 na stanowisku kierownika Wydziału Polityczno-Ekonomicznego i zastępcy ambasadora w Pradze. Od 1 lipca 2020 do 29 listopada 2021 oraz od 1 lutego 2022 do 15 września 2022 chargé d’affaires RP w Czechach.
Żonaty z Magdaleną Elżbietą Wręgą.

## Odznaczenia
- Krzyż Wolności i Solidarności „za zasługi w działalności na rzecz niepodległości i suwerenności Polski oraz respektowania praw człowieka w Polskiej Rzeczypospolitej Ludowej” (2021)[9]
- Krzyż Kawalerski Orderu Odrodzenia Polski „za wybitne zasługi w działalności na rzecz przemian demokratycznych w Polsce, za aktywność samorządową, zawodową i społeczną” (2021[10], dekoracja w 2024[11])

## Publikacje książkowe
- Arkadiusz Rybicki, Antoni Wręga: Więźniowie polityczni w Polsce 1945–1956. Paris: Editions Spotkania, 1984. OCLC 297659179. Brak numerów stron w książce
- Antoni Wręga: PRL w Dallas : rzecz o zacieraniu śladów zamachu na prezydenta Kennedy'ego. Łomianki: Wydawnictwo LTW, 2014. ISBN 978-83-7565-315-1. Brak numerów stron w książce